# ネルガル

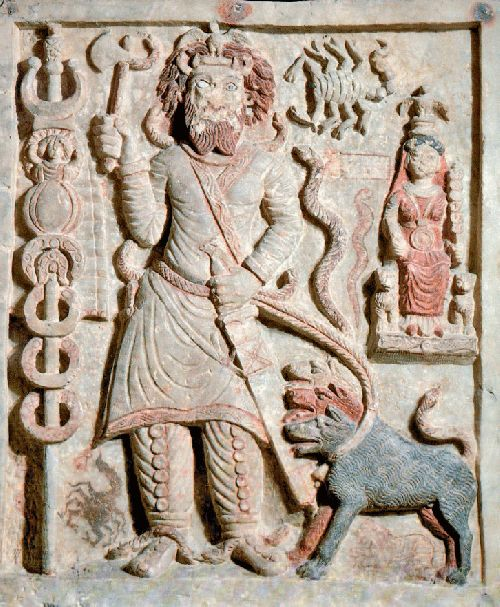
ネルガル

ネルガル（Nergal）はメソポタミア神話における戦争や死、疫病、冥界の神。別名ニルガル、エラ、メスラムタエア。旧約聖書『列王記』では、バビロンの北西15マイルのクター Cuthah（今日ではテル・イブラヒムTell Ibrahimとして知られる）という都市で主要な地位にあり、都市神であったと言及されている。配偶神はエレシュキガル。
メソポタミア神話におけるネルガルは戦争や死、疫病、冥界を司る神として描かれる一方で、ある面では太陽神の側面を持つ。そのため、しばしばシャマシュと同一視される。
正午や夏至の太陽が人類にもたらす災禍を表していると考えられる。メソポタミアの人々にとって、夏の盛りは死をもたらす季節だったからだ。

## 親族関係
父に大気や嵐、秩序の神エンリル、母に穀物の女神にニンリルを持つ。エンリルがニンリルを強姦した時、ニンリルは月の神となるシンを身篭った。エンリルは最高神であったにもかかわらず、「若い処女を犯してはいけない」という掟を破り、冥界へ追放された。しかし、ニンリルは「私の子宮には月の神が宿っている。このままではこの子が冥界に連れていかれてしまう」と冥界までエンリルを追いかけた。その後エンリルはニンリルを2度騙して、3神を受胎させた。そのうちの一柱がネルガルである。
ネルガルは配偶神には冥界の女王エレシュキガルをいただいた。当初こそ、彼女との間にトラブルを起こすも、大恋愛の末に、彼女を妻とし、冥界の王になった。神々が宴の準備をしていたある時、エレシュキガルは宰相ナムタルを天界に遣わした。ナムタルを迎えた神々の中で、ネルガルだけが彼に敬意を示さなかった。エレシュキガルはこれに激怒し、ネルガルを冥界に連れてくるよう命じ、殺そうとする。が、二人は恋に落ちてしまう。エレシュキガルの沐浴する姿を見たネルガルがその魅力に屈したとも、エレシュキガルがネルガルに心を奪われたとも、ネルガルがエレシュキガルを暴力で屈服させたとも言われている。ネルガルが冥界へ訪れた7日目の朝、彼は地上に帰ってしまう。嘆き悲しんだエレシュキガルは「ネルガルを返してくれなければ、死者たちを地上へ上がらせて、生者を喰わせ、死者を生者より多くする」と神々を脅迫し、ネルガルを冥界に留めさせた。